# Amadeus de Bie
Amadeus de Bie OCist (* 16. März 1844 in Wouw; † 25. Juni 1920 in Rom) war der 74. Generalabt des Zisterzienserordens. 

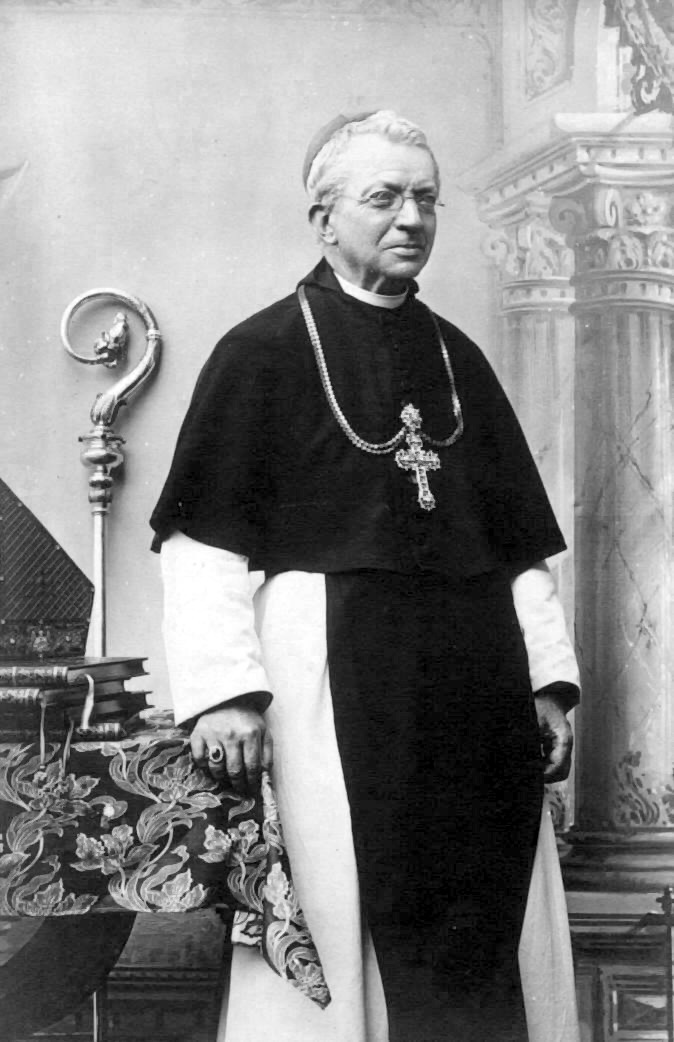
Generalabt Amadeus de Bie OCist

## Leben
Gerardus Franciscus de Bie war das älteste von vier Kindern einer holländischen Familie; alle sind Ordensleute geworden. Er trat am 23. Juni 1862 in die Abtei Bornem ein, nahm den Ordensnamen Amadeus an, wurde am 11. Juni 1870 zum Priester geweiht und feierte sechs Tage später seine Primiz. Er legte die zeitliche Profess am 30. August 1863 und die Feierliche Profess am 8. September 1866 ab. Die Jahre nach seiner Priesterweihe war er als Dozent für Philosophie und Kaplan einer inkorporierten Pfarre von Bornem tätig. Zusammen mit dem Generalprokurator Heinrich Smeulders, der auch Professe von Bornem war, ging De Bie 1884 nach Kanada, um dort ein Kloster zu gründen. 
Der Konvent von Bornem wählte ihn am 12. Februar 1895 zum zweiten Abt des Klosters und empfing am 3. Mai 1895 die Benediktion. Zum Generalabt wurde er am 2. Oktober 1900 gewählt und bekleidete dieses Amt bis zu seinem Tod. 
Als er im Jahr 1900 nach Rom zog, um das Amt des Generalabtes auszuführen, begann ein neues Kapitel für den Zisterzienserorden: De Bie war der erste Generalabt seit der Französischen Revolution, der auf Lebenszeit gewählt wurde und der sein Professkloster verließ, um nach Rom zu ziehen. Im Jahr 1900 gab es noch keinen Amtssitz für den Zisterzienser-General, dieser musste erst von De Bie errichtet werden. Er wohnte zunächst als Gast im Kloster Santa Croce in Gerusalemme, mietete dann eine Wohnung, die er mit dem Generalprokurator und einem Laienbruder aus Bornem teilte. Zuerst wohnten sie an der Piazza delle Terme 75, dann in der Via dello Statuto 92, bis dann im Jahr 1927 – also 27 Jahre nach seiner Wahl zum Generalabt – die Villa Stolberg auf dem Gianicolo (Via Giacomo Medici 3) gekauft wurde und zum Generalatshaus des Ordens erhoben wurde.
Auch wenn die Religiosenkongregation seit Ende des 19. Jahrhunderts wünschte, das Generalkapitel in Rom abzuhalten, fanden die folgenden in Österreich statt; erst 1925 tagte das Generalkapitel in Rom. 
Eine weitere Aufgabe bestand für de Bie in der Erarbeitung eines Entwurfs für die Constitutiones de supremo Ordinis Regimine, die Ordenskonstitutionen. 
In seiner Amtszeit wurde ernsthaft darüber verhandelt, die ehemals trappistische Kongregation der Mariannhiller Missionare in den Zisterzienserorden aufzunehmen, was aber nicht geschah. De Bie war wegen schlechter Gesundheit nicht in der Lage viel zu reisen, deshalb delegierte er die Verhandlungen in Afrika sowie die meisten regulären Visitationen in Europa.